# Degradación de los ácidos grasos
La degradación de los ácidos grasos es el proceso por el cual los ácidos grasos son degradados para formar sus metabolitos, generando al final acetil-CoA, la molécula que ingresa al ciclo del ácido cítrico, la vía metabólica que provee la mayor parte de la energía en los animales. Este proceso incluye tres etapas principales:
1. Lipólisis y liberación del tejido adiposo
2. Activación y transporte al interior de la mitocondria
3. β-oxidación

## Lipólisis y liberación
Inicialmente en el proceso de degradación, los ácidos grasos son almacenados en las células grasas (adipocitos). La degradación de estas grasas es el proceso conocido como lipólisis. El producto de la lipólisis, los ácidos grasos libres, son liberados hacia el torrente sanguíneo y circulan a través del organismo. Durante la degradación de los triacilgliceroles en ácidos grasos, más del 75% de los ácidos grasos son reconvertidos a triacilglicerol, un mecanismo natural del organismo para regular las fuentes de energía, mecanismo que funciona aún en casos de inanición y ejercicio.

## Activación y transporte al interior de las mitocondrias
Los ácidos grasos deben ser activados antes de que puedan ser ingresados a las mitocondrias, donde ocurre la oxidación de los ácidos grasos. Este proceso se lleva a cabo en dos etapas catalizadas por la enzima acil-CoA sintetasa.

### Formación de un enlace tioéster activado
La enzima primero cataliza un ataque nucleofílico sobre el grupo α-fosfato del ATP para formar pirofosfato y una cadena acilo unida a AMP. El siguiente paso es la formación de un tioéster activado entre la cadena del acilo y coenzima A.
La ecuación balanceada es:
Esta reacción en dos pasos es libremente reversible y su constante de equilibrio es cercana a 1. Para que la reacción se incline hacia adelante, se acopla a una reacción de hidrólisis fuertemente exergónica: la enzima pirofosfatasa escinde el pirofosfato liberado del ATP en dos iones fosfato consumiendo una molécula de agua en el proceso. De esta forma la reacción neta se convierte en:

### Transporte al interior de la matriz mitocondrial
La membrana mitocondrial interna es impermeable a los ácidos grasos y es por ello que cuenta con un mecanismo especializado para el transporte de ácidos grasos activados desde el citosol hacia la matriz mitocondrial, el sistema transportador de carnitina.
Una vez activada, la molécula de acil-CoA es transportada a la matriz mitocondrial. Este proceso ocurre en una serie de pasos similares:
1. EL aicil-CoA se conjuga con carnitina por medio de la enzima carnitina aciltransferasa I (palmitoiltransferasa I) localizada en la membrana mitocondrial externa
2. La molécula de acil-carinitina es transportada al interior por una translocasa
3. La molécula de acil-carnitina se convierte en acil-CoA por medio de la carnitina aciltransferasa II (palmitoiltransferasa II) localizada en la membrana mitocondrial interna. La carnitina liberada retorna al citosol.

Es importante notar que la carnitina aciltransferasa I sufre de inhibición alostérica por la presencia de malonil-CoA, el primer intermediario comprometido en la síntesis de ácidos grasos, con el objeto de prevenir un ciclo inútil entre beta oxidación y síntesis de ácidos grasos.
La oxidación mitocondrial de los ácidos grasos ocurre en tres pasos principales:
1. β-oxidación: es decir la conversión de los ácidos grasos en unidades de acetil-CoA con dos átomos de carbono.
2. Entrada del acetil-CoA al ciclo de los ácidos tricarboxílicos para producir energía en forma de ATP y equivalentes de reducción.
3. Finalmente, los equivalentes de reducción producidos en el ciclo de Krebs ingresan a la  cadena de transporte electrónico en la mitocondria donde son finalmente combinados con oxígeno para producir agua y un gradiente de protones a través de la membrana mitocondrial, que impulsa a la ATP sintasa.

## β-oxidación
Una vez dentro de la mitocondria, la β-oxidación de los ácidos grasos ocurre por medio de cinco pasos recurrentes:
1. Activación con ATP
2. Oxidación por medio de FAD,
3. Hidratación,
4. Oxidación por medio de NAD+,
5. Tiólisis,
6. El producto final es acetil-CoA, la molécula que ingresa al ciclo del ácido cítrico.